# ناحیه اماکوئا، شهرستان بون، آیووا
شهرستان اماکوئا، بخش بون، لوا (به انگلیسی: Amaqua Township, Boone County, Iowa) یک سکونتگاه مسکونی در ایالات متحده آمریکا است که در شهرستان بونی (ابهام‌زادیی) واقع شده‌است.

## خصوصیات
شهرستان اماکوئا ۹۵٫۲۱ کیلومترمربع مساحت و ۲۸۳ نفر جمعیت دارد و ۳۳۶ متر بالاتر از سطح دریا واقع شده‌است.